# II. Phraatész pártus király
II. Phraatész (pártus nyelven 𐭐𐭓𐭇𐭕 Frahāt) a Pártus Birodalom királya i. e. 132-től i. e. 127-ig.
Phraatész I. Mithridatész fia volt. Fiatalon került trónra, eleinte anyja, Rinnu kormányzott helyette régensként. Rövid uralkodását nyugati szomszédjával, a Szeleukida Birodalommal való háborúskodás fémjelezte, amelynek uralkodója, VII. Antiokhosz Szidétész (i. e. 138–129) megpróbálta visszafoglalni a Mithridatész által elcsatolt területeit. Phraatész sikeresen visszaverte a támadást, a vereséget szenvedett Antiokhosz öngyilkosságot követett el, hogy elkerülje a fogságot. Röviddel később Phraatész elesett a keletről betörő szakák és tokhárok elleni összecsapásban. A trónon nagybátyja, I. Artabanosz követte.

## Uralkodása
Phraatész a Pártus Birodalom területét hódításaival megsokszorozó I. Mithridatész és felesége, a méd Rimmu gyermekeként született i. e. 147 környékén. Pénzein is szereplő neve a pártus Frahāt ("adomány") görögösített (Φραάτης) változata.
Mithridatész i. e. 132-ben meghalt és a még kiskorú Phraatész követte a trónon; emiatt néhány hónapig anyja kormányzott helyette. Uralkodása kezdetén a dél-iráni Perszisz tartományt I. Darajannak adományozta, aki vazallusaként kormányozta az államot. Legyőzte és elfogta a Perszisztől északnyugatra fekvő Elümaisz királyát, Tigraioszt és a királyságot szintén vazallusává tette Kamnaszkirész uralma alatt.
Phraatész apja, Mihtridatész i. e. 138-ban elfogta a szelekiduák királyát, II. Démétrioszt, akit rangjának megfelelő körülmények között egyik palotájában tartott őrizet alatt. Démétriosz távollétében öccse, VII. Antiokhosz szerezte meg az uralmat. A fogoly király kétszer is megpróbált megszökni, másodszor már Phraatész uralkodása idején, de a határ közelében elfogták és visszaküldték hürkaniai palotájába feleségéhez (Mithridatész lányához) és gyerekeihez. 

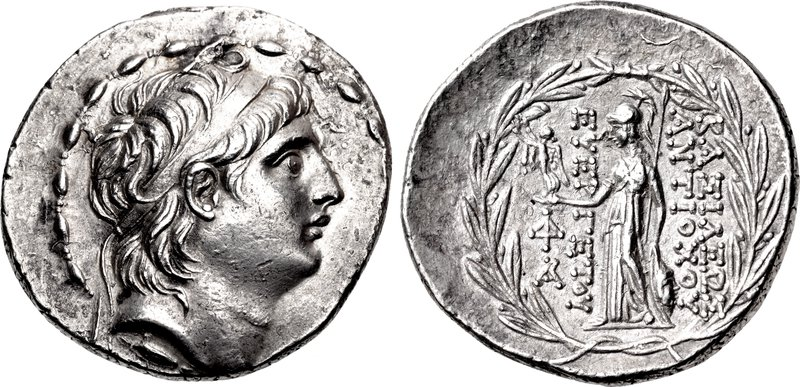
VII. Antiokhosz pénze

Miután VII. Antiokhosz legyőzte riválisait és megszilárdította hatalmát, i. e. 130-ban hadjáratot indított a pártusok ellen, korábban elfoglalt területeinek visszahódítására. A helyi arisztokrácia egy része átállt az ő oldalra és három csata árán visszafoglalta egész Babilóniát. Ugyanekkor, a pártusok nehézségeit kihasználva, nomádok törtek be a birodalom keleti határain. Antiokhosz pártus területen, Ekbatanában telelt át, majd még a tavasz előtt tárgyalásokat kezdett II. Phraatésszel. Győzelmei azonban elbizakodottá tették és túlzott követeléseket (Démétriosz elengedése, minden korábbi szeleukida terület visszaszolgáltatása, éves adó) támasztott. Phraatészt felháborította a követelés és megszakította a tárgyalásokat. Hogy meggyengítse Antiokhosz helyzetét, szabadon engedte Démétrioszt, remélve hogy a két fivér háborúzni kezd a trónért. 
Antiokhosz katonái Ekbatanában rekvirálásaikkal, fosztogatásaikkal elidegenítették maguktól a helyi lakosságot. Így amikor i. e. 129 tavaszán Phraatész megtámadta a szeleukida sereget, a helybeliek a pártusokat támogatták. A csatában Antiokhosz vereséget szenvedett és megölték vagy öngyilkos lett, hogy elkerülje a fogságot. Phraatész állítólag ezt mondta ellenfele holtteste fölött: "Merészséged és mohóságod lett a végzeted, Antiokhosz; mert hatalmas kortyokban akartad lenyelni Arszakész birodalmát." Győzelme után elküldte katonáit, hogy ismét fogják el a szabadon engedett Démétrioszt, annak azonban sikerült biztonságban eljutnia Szíriába. 
A pártus király elfogta Antiokhosz két gyermekét is, Szeleukoszt és Laodikét. Laodikét feleségül vette, Szeleukoszt pedig rangjának megfelelően tartotta, majd hazaküldte apja ezüstkoporsójával.
A meggyengült Szeleukida Birodalom feltehetően nem tudott volna ellenállni egy pártus inváziónak, de a keleti határokat most már komolyan fenyegették a nomád szakák és tokhárok betörései. Phraatész előbb kinevezte Himeroszt (akiből hamarosan zsarnok vált) a visszafoglalt Babilónia kormányzójává, majd keletre sietett. Serege jelentős részben Antiokhosz görög katonáiból állt, akik az ütközetben amikor látták, hogy a pártusok helyzete bizonytalanná válik, átálltak a nomádokhoz. II. Phraatész vereséget szenvedett és őt magát is megölték. Ahogyan Iustinus írta:
Phrahates pedig a scythák elleni háborújába magával vitte azt a görög sereget, amelyet az Antiochus ellen viselt háborúban ejtett foglyul, s amellyel gőgösen és kegyetlenül bánt. Egyáltalán nem gondolt azzal, hogy ezek ellenséges lelkületét a fogság egyáltalán nem szelídítette meg, sőt, hogy a méltatlankodás és az ellenül elkövetett jogtalanságok miatt még inkább úrrá lett lelkükön. Amikor tehát ezek a görögök látták, hogy a parthusok hadrendje meginog, fegyvereikkel együtt átálltak az ellenséghez és végrehajtották a régóta áhított bosszút fogságukért, legyilkolva a parthusok hadseregét, sőt magát Phrahates királyt is.

## Pénzei

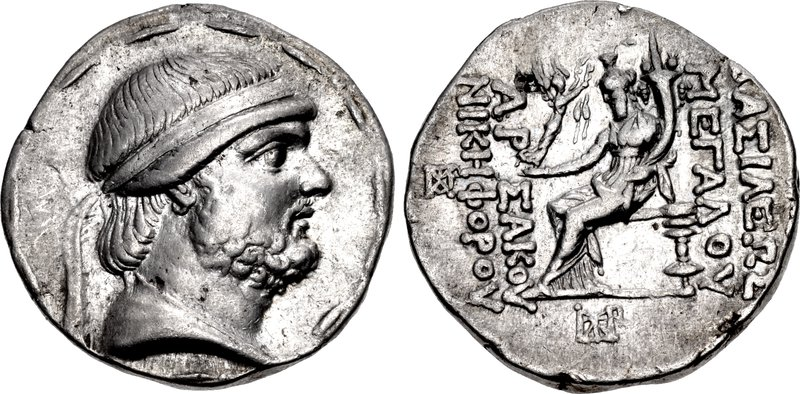
II. Phraatész pénzérméje

II. Phraatész az által kibocsátott pénzeken a perzsa eredetű "királyok királya" cím helyett a "nagykirályt" használta. A többi pártus uralkodóhoz hasonlóan trónra lépése után sajátja helyett az Arszakész nevet tüntette fel a pénzein, utalva a dinasztiai alapítójára, I. Arszakészra. Apja példáját követve az érméken feltüntette a philhellén ("görögbarát") jelzőt is; ennek célja az volt hogy megnyerje magának a meghódított területeken nagy számban élő görög nyelvű lakosságot. Szintén ezt a célt szolgálta a hellenisztikus diadém, mint fejdísz. Phraatész használta a babiloni eredetű, "az ország királya" (šar mātāti) címet is, ami ritkaságnak számít a pártus és szeleukida uralkodók között.

## Fordítás
- Ez a szócikk részben vagy egészben  a   Phraates II című angol Wikipédia-szócikk ezen változatának fordításán alapul.  Az eredeti cikk szerkesztőit annak laptörténete sorolja fel. Ez a jelzés csupán a megfogalmazás eredetét és a szerzői jogokat jelzi, nem szolgál a cikkben szereplő információk forrásmegjelöléseként.

| Előző uralkodó: I. Mithridatész | Pártus király I. e. 132 – I. e. 127 | Következő uralkodó: I. Artabanosz |